# Ascidia saccula
Ascidia saccula is een zakpijpensoort uit de familie van de Ascidiidae. De wetenschappelijke naam van de soort is voor het eerst geldig gepubliceerd in 2006 door Kott.